# Brachionidium folsomii
Brachionidium folsomii es una especie  de orquídea nativa de América tropical. 

## Descripción
Es una orquídea de tamaño pequeño, que prefiere el clima cálido con crecimiento epífita y con un tallo ramificado que lleva erguidos ramicaules envueltos basalmente por 2 imbricadas vainas y con una sola hoja apical , suberecta, coriácea, elíptica, subaguda apiculada, estrechándose gradualmente abajo de forma cuneiforme en base peciolada. Florece en el invierno en una inflorescencia erecta, de 2 a 3 cm  de largo,  cerca de la cúspide de la ramicaule con una bráctea cerca de la base y otra en el centro con una flor no resupinada.

## Distribución y hábitat
Se encuentra en Guatemala, Costa Rica y Panamá, a elevaciones de 450 hasta 1800 metros.

## Evolución, filogenia y taxonomía
Brachionidium folsomii fue descrita por Robert Louis Dressler y publicado en Orquideología; Revista de la Sociedad Colombiana de Orquideología 15(2,3): 154–157, f. 1. 1982.
Etimología
Brachionidium: nombre genérico que deriva del griego brachium = "brazo", e idium = "diminutivo", en referencia a los apéndices de los lados del estigma de sus flores.
folsomii: epíteto otorgado en honor de Folsom, entusiasta estadounidense de las orquídeas que descubrió la especie.